# Юризан Белтран
Юризан Белтран (на английски: Yurizan Beltran) е американска порнографска актриса и еротичен модел от мексикански произход.

## Биография
Родена е на 2 ноември 1986 г. в Лос Анджелис, щата Калифорния, САЩ.
В ранните си години работи като сервитьорка в ресторант от веригата „Хутърс“.
През 2005 г. започва да снима еротични фотосесии, а по-късно и лесбийски секс сцени. От 2010 г. снима и секс сцени с мъже, като първата ѝ такава сцена е в продукция на компанията „Диджитъл Плейграунд“ и в нея си партнира със Скот Нейлс, порноактьор от Финикс, щата Аризона.
Юризан Белтран умира от предозиране с наркотици на 13 декември 2017 г.

## Награди и номинации
Номинации
- 2009: Номинация за AVN награда за уеб звезда на годината.[3]
- 2010: Номинация за XBIZ награда за уеб момиче на годината.[4]
- 2010: Номинация за AVN награда за най-добра сцена с групов секс само с момичета.[5]
- 2011: Номинация за AVN награда за най-добра уеб звезда.[6]
- 2012: Номинация за AVN награда за невъзпята звезда на годината.[7]
- 2012: Номинация за NightMoves награда за най-добра латино изпълнителка.[8]
- 2013: Номинация за NightMoves награда за най-добра етническа изпълнителка.[9]

Други
- 58-о място в класацията на списание „Complex“ – „Топ 100 на най-горещите порно звезди (точно сега)“, публикувана през месец юли 2011 г.[10]